# Гранитная терраса
Гранитная терраса — памятник архитектуры. Расположен в Пушкине, в Екатерининском парке на Рамповой аллее.
На этом месте в 1754—1757 годах была построена Катальная гора с павильоном в стиле барокко по проекту Б. Ф. Растрелли. В. И. Неелов пристроил к горе третий деревянный «форс» (скат с горки) в 1765 году. В 1792—1795 годах Катальная гора была полностью разобрана.
С 1795 года на месте горы была устроена терраса по проекту Чарлза Камерона с 32 колоннами из пудостского камня. В конце 1790-х годов её сломали, камень использовали для постройки Михайловского замка и разных строений в Павловске.
В 1809 году на месте горы по проекту Л. Руска была построена терраса из крупных тёсаных гранитных блоков. По её сторонам сделаны две лестницы-спуска, лицевая стена украшена крупными колоннами дорического ордера без баз, на которых стоят постаменты балюстрады центральной части. Стволы колонн сделаны из серого гранита, а капители — из розового. Подпорные стены средней части сооружения, также из розового гранита, оформлены полукруглыми арками. Парапеты боковых крыльев сплошные.
Изначально облицовка была сделана из известняка, гранит был добавлен в конце XIX века архитектором С. А. Данини.
Руска хотел украсить террасу двумя мраморными статуями, но это так и не было сделано. Гальванопластические копии античных статуй (Венера Медицейская, Апоксиомен, «Фавн с козлёнком», Артемида, дискобол и прочие, всего 10 статуй) были установлены на постаментах балюстрады в 1850-х годах. Для установки были выбраны скульптуры из собрания литейной мастерской Императорской Академии художеств. В 1941 году с террасы снимали расположенные на ней скульптуры, при реставрации после войны они были возвращены. Скульптуры также снимали с террасы на время реставрации 2011—2012 годов.
Склон у террасы в конце XIX — начале XX века украшали розовыми кустами, современное оформление сделано по проекту 1950-х годов архитектора Т. Б. Дубяго.